# Millington (Illinois)
Millington è un villaggio degli Stati Uniti d'America, situato nello Stato dell'Illinois, diviso tra la contea di Kendall e la contea di LaSalle.